# Paris Hilton's My New BFF
Paris Hilton's My New BFF è un reality show andato in onda su MTV, nel quale l'ereditiera Paris Hilton cerca la propria nuova "BFF" ("best friend forever", in italiano "migliore amica per sempre"). In seguito al successo della prima stagione dell'edizione statunitense, è stata prodotta una seconda stagione statunitense, una versione britannica ed una ambientata a Dubai. Tutte le versioni del reality sono prodotte dalla Ish Entertainment (una succursale della Lionsgate Television) ed in associazione con il network originale sul quale il programma viene trasmesso.

## Prima stagione
La prima stagione di Paris Hilton's My New BFF è stata trasmessa da MTV negli Stati Uniti il 30 settembre 2008. Sedici giovani donne e due uomini hanno gareggiato in varie prove nel tentativo di essere scelti da Paris Hilton come sua/suo nuova migliore amica/amico. Quattro delle concorrenti donne sono state eliminate nel primo episodio, e pertanto non compaiono in quasi nessuno del materiale promozionale prodotto per il reality show.
Fra le guest star comparse nel corso degli episodi si possono citare Benji Madden, Kyle Richards, Richie Rich, Traver Rains, Kathy Hilton, Fergie, Simple Plan, Chris Applebaum, Perez Hilton, Dirt Nasty, Allison Melnick, Ryan Seacrest, Nicky Hilton, Keyshia Cole, Hanna Beth Merjos e Nick Swardson.
Benché alla Hilton fosse stato proibito di dire il nome del suo prescelto prima della fine delle trasmissioni, in due occasioni separate l'ereditiera ha fatto riferimento al vincitore come ad una "lei", la prima volta il 25 settembre 2008 al Late Show with David Letterman, e di nuovo il 7 ottobre 2008 a The Ellen DeGeneres Show.
Il 2 dicembre 2008, è stato rivelato che la concorrente Brittany Flickinger aveva vinto il reality.
Questa stagione del reality è stata anche trasmessa in varie nazioni. MTV Germania e MTV Italia hanno iniziato le trasmissioni a gennaio 2009, MTV Asia ad aprile 2009 così come MTV America Latina. ITV2, il canale che ha trasmesso la versione britannica dello show, Paris Hilton's British Best Friend ha anche i diritti di trasmissione della versione statunitense nel Regno Unito, con il titolo Paris Hilton's American Best Friend Forever, per evitare confusione con la versione britannica. La serie è stata inoltre trasmessa su 8TV in Malaysia e su MTV in Australia a maggio 2010.

## Seconda stagione
La seconda stagione statunitense del reality show è stato trasmesso da MTV il 2 giugno 2009. Tredici donne e tre uomini hanno gareggiato in varie prove per ottenere la possibilità di diventare il migliore amico/amica di Paris Hilton.
Paris Hilton ha dichiarato di non essere rimasta amica della vincitrice della prima stagione, Brittany Flickinger perché "Io le volevo bene e mi fidavo di lei, ma a volte le persone rimangono troppo coinvolte e cambiano."
Il concorrente Onch della prima stagione ricompare come doppiatore del cucciolo della Hilton. Natalie Reid (sosia di Paris Hilton di professione, che è anche comparsa in The Simple Life), compare nei trailer del programma.
Altri ospiti dello show includono Santino Rice, Kathy Hilton, Doug Reinhardt, Allison Melnick, Lil' Kim, Three Six Mafia e Kathy Griffin.
Ad oggi, Paris Hilton's My New BFF è il primo ed unico programma della serie, la cui gara è aperta anche ad uomini eterosessuali. La prima stagione dello show statunitense e la versione britannica includevano alcuni concorrenti uomini omosessuali. Dato che David e Chris sono stati aggiunti alla competizione a metà strada, nel quarto episodio, non compaiono nel materiale promozionale della serie.
Il 4 agosto 2009, è stato rivelato che il reality show era stato vinto dal concorrente Stephen Hampton.
La serie è stata trasmessa anche in Australia, nel Regno Unito nel 2009, nel 2010 in Italia, in Malaysia e nel 2011 nei Paesi Bassi.

## Altre versioni

### Paris Hilton's British Best Friend
La versione britannica del reality show, Paris Hilton's British Best Friend, è stato trasmesso il 29 gennaio 2009 da ITV2 nel Regno Unito. La Hilton ha girato la maggior parte degli episodi dello show a Londra, con porzioni del primo ed ultimo episodio negli Stati Uniti. Dodici donne ed un uomo hanno gareggiato fra loro nel tentativo di diventare il miglior amico britannico della Hilton.
Fra gli ospiti dello show si possono citare Charlie Sheen, Martin Sheen, Rick Hilton, Kathy Hilton, Akin Konizi, Chris Leger, Scott Henshall, Boyd Hilton, Will Geddes, Mark Durden-Smith, Jade Jagger, Kate Michelson, Jackie Collins, Tamara Beckwith, Olivia Lee, Scott Mills, Vanessa Lloyd-Platt, Callum Best, Steve Shaw, Julian Bennett, Benji Madden, Allison Melnick, Nicky Hilton e Barron Hilton. Alcune scene con Katie Price e con il gruppo dei Good Charlotte per vari motivi non sono mai state mandate in onda.
Il primo episodio figurava apparizioni cameo dei concorrenti statunitensi di BFF Brittany, Onch, Vanessa, Kiki, Sinsu e Lauren. Nel finale, Vanessa, Onch e Lauren sono stati mostrati nuovamente.
La concorrente Laura Meakin è stata aggiunta alla gara nel secondo episodio in sostituzione di Kat McKenzie, anche se temporaneamente, a causa di una malattia. Per questa ragione, la Meakin non compare in nessuno dei materiali promozionali prodotti per lo show. McKenzie in seguito è morta il 3 luglio 2009.
Il 19 marzo 2009, è stato rivelato che il reality era stato vinto dal concorrente Samuel Hextall.
I produttori hanno licenziato la versione britannica del reality show per la trasmissione sulle televisioni statunitensi. Paris Hilton's British Best Friend è stato trasmesso negli Stati Uniti il 6 aprile 2010 da TV Guide Network. È inoltre stato trasmesso in Canada da MuchMusic nel corso del 2009.

### Paris Hilton's Dubai BFF
Il format del reality show è stato riproposto anche in versione internazionale in Paris Hilton's Dubai BFF ambientato a Dubai, negli Emirati Arabi Uniti.
Questa versione del reality segue un gruppo di ventitré giovani donne provenienti da tutto il mondo, ma residenti a Dubai, attraverso una serie di test per vedere chi sarebbe la più adatta allo stile di vita della Hilton. È il primo capitolo della serie a non includere concorrenti maschi. L'ultimo episodio della serie è ambientato a Los Angeles.
La serie inizialmente doveva essere trasmessa da Dubai One, ma per questioni legali alla fine Paris Hilton's Dubai BFF è andato in onda su MTV, che ha anche assicurato i diritti di trasmissione del programma in tutto il mondo, ed effettivamente le trasmissioni sono iniziate in varie nazioni nei primi mesi del 2011. I produttori avevano inizialmente pianificato la trasmissione del reality show anche negli Stati Uniti, ma al maggio 2011 ancora non è stato annunciato nulla in merito.
La vincitrice è stata Reem.
Nonostante le aspettative che questo fosse l'ultimo capitolo della serie, è stata rivelata che è in produzione una seconda serie di Dubai BFF prevista per metà 2011.

## Premi e riconoscimenti
- 2009: nomination ai Teen Choice Awards nella categoria Choice Reality/Variety TV Star (Paris Hilton) e nella categoria Choice TV Show - Reality/Variety.
- 2009: vittoria del Fox Reality Awards nella categoria Innovator of Reality TV.